# جيمس كانينغهام
جيمس بلير كانينغهام (بالإنجليزية: James B. Cunningham) (وُلد عام 1950، ألينتاون في بنسيلفانيا)، دبلوماسي أميركي مختص بالشؤون الأوروبية، عمل لفترة طويلة في بعثة الولايات المتحدة لدى الأمم المتحدة، قبل أن يصبح سفيراً في إسرائيل ثم أفغانستان.
وقد درس العلوم السياسية إضافة إلى علم النفس في جامعة سيراكوز في نيويورك، وتخرج منها بامتياز عام 1974، ويجيد التحدث بعدة لغات كالإنجليزية والإيطالية والفرنسية والإسبانية ولغة المندرين المتداولة في الصين، وهو مشهور باهتمامه بالشؤون الأوروبية والشؤون الأمنية والدبلوماسية الدولية.
وقد تقلد العديد من الوظائف والمناصب خلال مساره، فقد عمل مستشاراً لمانفريد وورنر - قائد الأركان العامة - لحلف شمال الأطلسي، ما بين عامي 1989 و1990، ليصبح بعدها في أغسطس من عام 1990 مستشاراً للشؤون السياسية لبعثة الولايات المتحدة لدى الأمم المتحدة، وفي أعقاب انتهاء الغزو العراقي للكويت في 1991 عاد إلى واشنطن حيث تولى منصب مدير مساعد في وزارة الخارجية مكلفاً بالشؤون الأوروبية، كما أنه عُيِّن سنة 1993 مديراً بنفس الوزارة، وقد أشرف خلال هذه الفترة على ملفات مهمة تتعلق بالسياسة العسكرية للولايات المتحدة في أوروبا ومن بينها الملف البوسني، وعُيِّن في أغسطس 1996، سفيراً للولايات المتحدة في إيطاليا، وكان ذلك قبل أن يشغل أثناء الفترة الممتدة مابين 2001 و2005 منصب نائب المبعوث الأميركي لدى الأمم المتحدة. وفضلاً عن هذا فقد شغل كانينغهام عدة مهام أيضاً، منها قنصلاً عاما في هونغ كونغ ومكاو في 4 أغسطس 2005 حتى يوليو 2008، وهما من مناطق جمهورية الصين الشعبية الإدارية الخاصة، وهو يُعرف بالصينية باسم 郭明瀚 Guō Mínghàn. وفي 17 سبتمبر 2008، قام الرئيس الأميركي جورج دبليو بوش بتنصيبه سفيراً جديداً للولايات المتحدة في إسرائيل وذلك حتى 21 مارس 2011، وفي 12 أغسطس 2012 أدى كانينغهام اليمين الدستورية سفيراً للولايات المتحدة في أفغانستان، بعد أن كان يشغل فيها منصب نائب السفير، وبقي في هذا المنصب إلى غاية 7 ديسمبر 2014.
وهو متزوج من ليزلي جينير من مينفيل، نيويورك. وقد أنجب معها ابنتان، إيما وأبيجيل.

## وصلات خارجية
- السيرة الذاتية على إن إن دي بي
- Cunningham 02 مرات الظهور على سي-سبان